# Prorifrons
Prorifrons is een geslacht van vlinders van de familie spinners (Lasiocampidae), uit de onderfamilie Lasiocampinae.

## Soorten
- P. angustipennis (Schaus, 1911)
- P. antonia (Schaus, 1911)
- P. castullux Dyar, 1915
- P. conradti (Druce, 1894)
- P. costaricensis Draudt, 1927
- P. crenulata Draudt, 1927
- P. crossoea (Druce, 1894)
- P. championi (Druce, 1897)
- P. doeri Schaus, 1892
- P. granula Schaus, 1924
- P. gustanda (Dyar, 1911)
- P. hoppi Draudt, 1927
- P. lemoulti (Schaus, 1906)
- P. lineata (Weymer & Maassen, 1890)
- P. melana Dognin, 1921
- P. mulleri Draudt, 1927
- P. negrita Dognin, 1921
- P. nox (Druce, 1897)
- P. peruviana (Druce, 1906)
- P. phedima (Stoll, 1782)
- P. prosper Dyar, 1907
- P. rufescens (Schaus, 1911)
- P. songoensis Draudt, 1927
- P. tamsi Draudt, 1927
- P. tremula (Schaus, 1911)
- P. vibrans (Schaus, 1911)